# Mad love (album)
Mad love is een album van Linda Ronstadt uit 1980. Het bevat covers van Elvis Costello's Party girl, Girls talk, Talking in the dark en Neil Youngs Look out for my love.

## Nummers/Tracks
1. Mad love (Mark Goldenberg) - 3:40
2. Party girl (Elvis Costello) - 3:22
3. How do I make you (Billy Steiberg) - 2:25
4. I can't let go (Chip Taylor/Al Gorgoni) - 2:44
5. Hurt so bad (Teddy Randazzo/Bobby Wilding/Bobby Hart) - 3:17
6. Look out for my love (Neil Young) - 3:29
7. Cost of love (Mark Goldenberg) - 2:38
8. Justine (Mark Goldenberg) - 4:00
9. Girls talk (Elvis Costello) - 3:22
10. Talking in the dark (Elvis Costello) - 2:12

## Bezetting
- Linda Ronstadt (zang)
- Dan Dugmore (elektrisch gitaar)
- Mark Goldenberg (elektrische gitaar, achtergrondzang)
- Bob Glaub (basgitaar)
- Russell Kunkel (drums)
- Bill Payne (keyboards)
- Danny Kortchmar (elektrische gitaar)
- Mike Auldridge (dobro)
- Peter Bernstein (akoestische gitaar)
- Peter Asher, Steve Forman (percussie)
- Michael Boddicker (synthesizer)
- Rosemary Butler, Kenny Edwards, Andrew Gold, Nicolette Larson, Linda Ronstadt, Waddy Wachtel (achtergrondzang)